# Инграссиас, Джованни Филиппо
Джованни Филиппо Инграссиас (итал. Giovanni Filippo Ingrassia; 1510—1580) — итальянский врач и анатом, прозванный «сицилийским Гиппократом».
Изучал медицину в Падуе, где и получил степень доктора медицины в 1537 и вскоре благодаря своим выдающимся трудам был приглашён профессором анатомии в Неаполь. В 1560 оставил профессорскую деятельность, переселился в Палермо и был назначен начальником всей медицинской части в Сицилии и соседних островах, причём показал особо энергическую и плодотворную деятельность во время эпидемий чумы 1575 и 1577.
Инграссиас справедливо считается творцом современной остеологии. Некоторые открытые им части костного скелета до настоящего времени носят его имя. Важнейшее из его сочинений «Комментарии к книге Галена о костях» (лат. «In Galeni librum de ossibus doctissima et expertissima commentaria…») издано посмертно в 1603. Другие его произведения до сих пор сохранили значение ценных материалов по истории повальных болезней.